# 玉置宏のあぁ!歌謡曲
『玉置宏のあぁ!歌謡曲』（たまおきひろしのあぁ かようきょく）は、1977年10月1日から1978年3月25日までテレビ朝日で放送されていた歌謡番組である。放送時間は毎週土曜 13:00 - 13:55 （日本標準時）。

## 概要
1977年7月まで同局の『象印スターものまね大合戦』で司会を務めていた玉置宏を司会に起用した番組で、毎回政治・文化・スポーツなど各界からゲストを迎えて行われていた。1973年10月放送開始の『バラエティだよどんと行け!!』以来、『円歌の歌謡道場』→『ビッグバラエティ円歌だよ!』→『関口宏のオォ!笑歌』と続いたテレビ朝日土曜昼の歌謡番組シリーズの第5弾であるが、本番組はそれまでの番組群が持っていた笑いの要素を排し、純粋な歌謡番組となっていた。
番組は、ゲストの思い出の歌と忘れえぬメロディをテーマにした「あの日あの時そしてこの歌」のコーナーを中心に進行。他にも「あの人にこの歌を」「玉置宏の言わせていただきます」「今週のベストヒット」などのコーナーがあった。